# Mineral Point (Wisconsin)
Mineral Point is een plaats (city) in de Amerikaanse staat Wisconsin, en valt bestuurlijk gezien onder Iowa County.

## Demografie
Bij de volkstelling in 2000 werd het aantal inwoners vastgesteld op 2617. In 2006 is het aantal inwoners door het United States Census Bureau geschat op 2569, een daling van 48 (-1,8%).

## Geografie
Volgens het United States Census Bureau beslaat de plaats een oppervlakte van 7,8 km², geheel bestaande uit land. Mineral Point ligt op ongeveer 317 m boven zeeniveau.

## Plaatsen in de nabije omgeving
De onderstaande figuur toont nabijgelegen plaatsen in een straal van 20 km rond Mineral Point.